# رينيه فور
رينيه فور (بالفرنسية: Renée Faure)‏ هي ممثلة فرنسية، ولدت في 4 نوفمبر 1918 بباريس في فرنسا، وتوفيت في 2 مايو 2005 في فرنسا.

## وصلات خارجية
- رينيه فور على موقع IMDb (الإنجليزية)
- رينيه فور على موقع ألو سيني (الفرنسية)
- رينيه فور على موقع ميوزك برينز (الإنجليزية)
- رينيه فور على موقع أول موفي (الإنجليزية)
- رينيه فور على موقع قاعدة بيانات الأفلام السويدية (السويدية)
- رينيه فور على موقع إن إن دي بي (الإنجليزية)
- رينيه فور على موقع قاعدة بيانات الفيلم (الإنجليزية)
- رينيه فور على موقع كينوبويسك (الروسية)